# Sociofísica
A sociofísica é um novo ramo da física interdisciplinar que defende o uso de métodos e conceitos da física de sistemas complexos para o estudo das interações coletivas na sociedade. Não se trata de uma mera aplicação de métodos quantitativos ou matemáticos, mas de uma nova concepção dos fenômenos sociais como propriedades emergentes de um conjunto de indivíduos que interagem entre si para produzir novas condutas que não podem reduzir-se ao estudo dos componentes isolados. Dado que é uma disciplina e um ponto de vista novo, ainda se encontra em seu começo, por isso se foca neste momento na busca de padrões gerais das condutas sociais. À medida que progride o desenvolvimento da teoria e a interação entre físicos, matemáticos e sociólogos, se espera que se desenvolva e implemente experimentos adequados aos processos, ou forneça formas de contrastar as ideias, modelos e teorias criadas. Na atualidade, a exploração inicial se refere de maneira geral às sociedades humanas, da mesma forma que a formigas, primatas, criaturas digitais, robôs, computadores, etc. A sociofísica está aparentada com a econofísica que estuda fenômenos econômicos especificamente.
Um dos exemplos mais conhecidos da sociofísica é estudo muito preciso da chamada ola nos estádios de futebol. Um tema central na pesquisa em Sociofísica são os fenômenos de Transição de fase nos modelos sociais.

## Pioneiros
- Serge Galam
- Dietrich Stauffer
- Tomás Vicsek